# Copa dos Presidentes da AFC de 2009

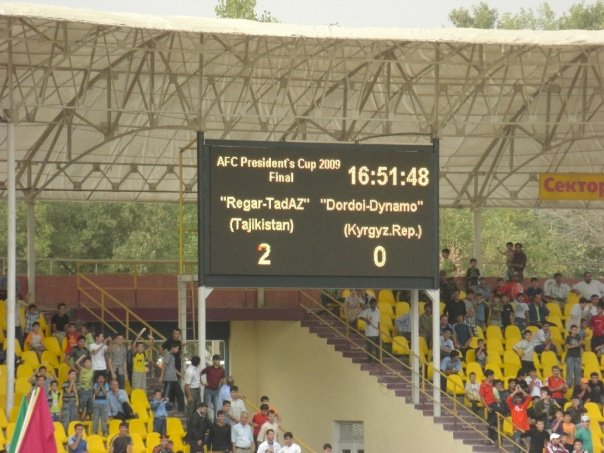
O Estádio Metallurg foi a sede da final

A Copa dos Presidentes da AFC de 2009 foi a quinta edição do torneio, é uma competição para os clubes de futebol de países classificados como "países emergentes" pela Confederação Asiática de Futebol. Onze equipes disputaram o título e foram divididos em três grupos, jogando cada equipa com os outros do seu grupo em turno único. O vencedor de cada grupo e o melhor segundo colocado se classificaram para as semifinais e os vencedores das semifinais fizeram a final para determinar o vencedor. 
Cada grupo jogou suas partidas durante maio e junho em três cidades-sede - Grupo A: Dashrath Stadium em Catmandu, Nepal; Grupo B:  Estádio Nacional de Bangabandhu, em Daca, Bangladexe e Grupo C: Estádio Spartak em Bisqueque, Quirguistão. 
A fase final da competição foi disputada no Tadjiquistão a partir de 25 a 27 de setembro.

## Fase de grupos

### Grupo A
Todas as partidas disputadas  no Dashrath Stadium em Katmandu, Nepal
| Time                      | Pts | J | V | E | D | GP | GC | SG |
| ------------------------- | --- | - | - | - | - | -- | -- | -- |
| Regar-TadAZ Tursunzoda    | 5   | 3 | 1 | 2 | 0 | 5  | 3  | +2 |
| WAPDA                     | 5   | 3 | 1 | 2 | 0 | 3  | 1  | +2 |
| Taiwan Power Company F.C. | 3   | 3 | 1 | 0 | 2 | 5  | 8  | −3 |
| Nepal Police Club         | 2   | 3 | 0 | 2 | 1 | 4  | 5  | −1 |

| 14 de Maio de 2009 | Regar-TadAZ Tursunzoda | 0 - 0     | WAPDA | Dashrath Stadium, Nepal                 |
| 16:00              |                        | Relatório |       | Público: 2,000 Árbitro: VIE Vo Minh Tri |

| 14 de Maio de 2009 | Nepal Police Club                         | 2 - 3     | Taiwan Power Company F.C.                                       | Dashrath Stadium, Nepal                     |
| 18:30              | Bholanath Silwal 21' · Chetan Ghimire 84' | Relatório | Feng Pao-hsing 22' · Lin Po-yuan 46' · Lee Meng-chian 57' (pen) | Público: 4,000 Árbitro: IRN Hedayat Mombeni |

| 16 de Maio de 2009 | Regar-TadAZ Tursunzoda                                          | 3 - 1     | Taiwan Power Company F.C. | Dashrath Stadium, Nepal                 |
| 18:30              | Ibragim Rabimov 28' · Maruf Rustamov 83' · Sardorbek Eminov 85' | Relatório | Fang Ching-Jen 79'        | Público: 2,000 Árbitro: JPN Kenji Ogiya |

| 16 de Maio de 2009 | Nepal Police Club | 0 - 0     | WAPDA | Dashrath Stadium, Nepal                |
| 18:30              |                   | Relatório |       | Público: 3,000 Árbitro: KOR Lee Min Hu |

| 18 de Maio de 2009 | WAPDA                                    | 3 - 1     | Taiwan Power Company F.C. | Dashrath Stadium, Nepal                |
| 16:00              | Arif Mehmood 74', 81' · Naveed Akram 89' | Relatório | Fang Ching-jen 10'        | Público: 1,000 Árbitro: KOR Lee Min Hu |

| 18 de Maio de 2009 | Nepal Police Club       | 2 - 2     | Regar-TadAZ Tursunzoda                   | Dashrath Stadium, Nepal                 |
| 18:30              | Chetan Ghimire 28', 64' | Relatório | Shujaot Nematov 24' · Maruf Rustamov 47' | Público: 2,000 Árbitro: JPN Kenji Ogiya |

### Grupo B
Todas as partidas disputadas  no Bangabandhu National Stadium em Dhaka, Bangladesh
| Time              | Pts | J | V | E | D | GP | GC | SG |
| ----------------- | --- | - | - | - | - | -- | -- | -- |
| FC Aşgabat        | 4   | 2 | 1 | 1 | 0 | 5  | 1  | +4 |
| Abahani Ltd.      | 4   | 2 | 1 | 1 | 0 | 2  | 1  | +1 |
| Sri Lanka Army SC | 0   | 2 | 0 | 0 | 2 | 2  | 7  | −5 |

| 12 de Maio de 2009 | Sri Lanka Army SC     | 1 - 2     | Abahani Ltd.                  | Bangabandhu National Stadium                 |
| 18:00              | Samad Yussif 43' (gc) | Relatório | MD.Waly Faisal 41' · Tipu 73' | Público: 3,500 Árbitro: JOR Naser Al-Ghafary |

| 14 de Maio de 2009 | FC Aşgabat                                                                   | 5 - 1     | Sri Lanka Army SC         | Bangabandhu National Stadium       |
| 18:00              | Arif Mirzoýew 2', 37' · Arslanmyrat Amanow 50', 86' · Daýançgylyç Urazow 74' | Relatório | Krishantha Priyankara 58' | Público: 2,500 Árbitro: CHN Fan Qi |

| 16 de Maio de 2009 | Abahani Ltd. | 0 - 0     | FC Aşgabat | Bangabandhu National Stadium              |
| 18:00              |              | Relatório |            | Público: 8,700 Árbitro: JOR Mohammad Loum |

### Grupo C
Todas as partidas disputadas  no Spartak Stadium em Bisqueque, Quirguistão
| Time                | Pts | J | V | E | D | GP | GC | SG  |
| ------------------- | --- | - | - | - | - | -- | -- | --- |
| Dordoi-Dynamo Naryn | 9   | 3 | 3 | 0 | 0 | 12 | 2  | +10 |
| Kan Baw Za          | 6   | 3 | 2 | 0 | 1 | 9  | 7  | +2  |
| Phnom Penh Crown    | 3   | 3 | 1 | 0 | 2 | 7  | 8  | -1  |
| Yeedzin FC          | 0   | 3 | 0 | 0 | 3 | 3  | 14 | -11 |

| 10 de Junho de 2009 | Dordoi-Dynamo Naryn                                                                  | 7 - 0     | Yeedzin FC | Spartak Stadium, Quirguistão                   |
| 18:00               | Mirlan Murzaev 2', 15' (pen), 65', 79' · David Tetteh 29', 87' · Artem Mulajanov 46' | Relatório |            | Público: 7,500 Árbitro: UZB Vladislav Tseytlin |

| 10 de Junho de 2009 | Kan Baw Za                                    | 4 - 3     | Phnom Penh Crown                                       | Spartak Stadium, Quirguistão              |
| 14:30               | Soe Min Oo 7', 38', 44' · Khin Maung Lwin 37' | Relatório | Koua Oscar 20' · Jean Roger Lappe Lappe 21' (pen), 30' | Público: 500 Árbitro: BHR Nawaf Shukralla |

| 12 de Junho de 2009 | Phnom Penh Crown           | 1 - 3     | Dordoi-Dynamo Naryn                                        | Spartak Stadium, Quirguistão                |
| 18:00               | Jean Roger Lappe Lappe 33' | Relatório | David Tetteh 45' · Mirlan Murzaev 47' · Ruslan Sydykov 79' | Público: 8,000 Árbitro: BHR Nawaf Shukralla |

| 12 de Junho de 2009 | Yeedzin FC                         | 2 - 4     | Kan Baw Za                                                     | Spartak Stadium, Quirguistão              |
| 14:30               | Pema Chopel 10' · Jigme Tenzin 31' | Relatório | Pema Rinchen 38' (gc) · Soe Min Oo 38', 81' · Win Min Htut 78' | Público: 150 Árbitro: TKM Kakabaý Seýidow |

| 14 de Junho de 2009 | Phnom Penh Crown                             | 3 - 1     | Yeedzin FC     | Spartak Stadium, Quirguistão                 |
| 16:30               | Jean Roger Lappe Lappe 22', · Chan Rithy 43' | Relatório | Tschedupla 40' | Público: 300 Árbitro: UZB Vladislav Tseytlin |

| 14 de Junho de 2009 | Dordoi-Dynamo Naryn                 | 2 - 1     | Kan Baw Za    | Spartak Stadium, Quirguistão                |
| 18:00               | David Tetteh 28' · Ildar Amirov 38' | Relatório | Soe Min Oo 3' | Público: 8,500 Árbitro: TKM Kakabaý Seýidow |

### Melhor 2º colocado
O melhor segundo colocado entre os três grupos classifica-se para as semi-finais. Porque o Grupo B é composto por apenas três equipes, logo os jogos contra as equipes em quarto lugar nos outros grupos foram excluídos para a seguinte comparação.
| Grupo | Time         | Pts | J | V | E | D | GP | GC | SG |
| ----- | ------------ | --- | - | - | - | - | -- | -- | -- |
| A     | WAPDA        | 4   | 2 | 1 | 1 | 0 | 3  | 1  | +2 |
| B     | Abahani Ltd. | 4   | 2 | 1 | 1 | 0 | 2  | 1  | +1 |
| C     | Kan Baw Za   | 3   | 2 | 1 | 0 | 1 | 5  | 5  | 0  |

## Semifinal
| 25 de Setembro de 2009 | FC Aşgabat  | 1 - 2     | Dordoi-Dynamo Naryn           | Metallurg Stadium, Tadjiquistão               |
| 11:30                  | Muhadov 54' | Relatório | Samsaliev 31' · Harchenko 46' | Público: 2,500 Árbitro: JOR Mohammad Abu Loum |

| 25 de Setembro de 2009 | WAPDA                                          | 3 - 4 (pro) | Regar-TadAZ Tursunzoda                                   | Metallurg Stadium, Tadjiquistão           |
| 16:00                  | Ali Shah 42' · Mehmood 84' · Khuda Bakhsh 103' | Relatório   | Rabimov 74' · M. Rustamov 90+1', 113' · H. Rustamov 106' | Público: 6,000 Árbitro: BHR Nawaf Abdulla |

## Final
| 27 de Setembro de 2009 | Regar-TadAZ Tursunzoda     | 2 - 0     | Dordoi-Dynamo Naryn | Metallurg Stadium, Tadjiquistão              |
| 15:00                  | Rabimov 7' · Makhmudov 55' | Relatório |                     | Público: 10,000 Árbitro: IRN Alireza Faghani |

## Campeão
| Copa dos Presidentes da AFC de 2009 |
| ----------------------------------- |
| Regar-TadAZ Campeão 3º título       |